# Markus Stromiedel
Markus Stromiedel (* 1964 in Bremerhaven) ist ein deutscher Autor und Journalist.

## Biografie
Stromiedel machte sein Abitur am Schulzentrum Carl von Ossietzky in Bremerhaven. Er volontierte danach bei der Nordsee-Zeitung, arbeitete einige Zeit als Feuilleton-Redakteur und ab 1988 als freier Journalist. Er schrieb u. a. für Die Zeit sowie die Frankfurter Rundschau, ehe er in Oldenburg Kunst und Musik mit Schwerpunkt Film studierte. 1994 begann er nach einer Auszeichnung beim Drehbuchwettbewerb der Filmstiftung NRW für sein Kino-Drehbuch Requiem, hauptberuflich in der Filmbranche zu arbeiten, zunächst für die ARD-Serie Marienhof. Er wurde 1996 Chef-Dramaturg bei der Bavaria-Film und baute deren Development-Departments auf. Stromiedel war 1997/1998 Creative Consultant und Creative Producer der Columbia TriStar.
Seit 1999 arbeitet er als freier Drehbuchautor und Producer. Sein Debüt im Fernsehen war 2000 der Tatort: Einmal täglich mit über 10 Millionen Zuschauern. Seither schrieb Stromiedel mehr als 40 Drehbücher für Fernsehfilme und Serienfolgen, die insgesamt mehr als 300 Millionen Mal angesehen wurden.
2008 veröffentlichte er seinen ersten Roman Zwillingsspiel; seitdem schreibt er auch als Prosaautor. Der zweifache Vater begann zudem, mit der Trilogie Der Torwächter Jugendbücher zu schreiben, wie er sie selbst „als 12-Jähriger gerne gelesen hätte“.
Stromiedel sorgte im Oktober 2008 im Rahmen der Qualitätsdebatte um das deutsche Fernsehen mit dem Artikel Wie das Fernsehen Autoren vernichtet in der FAZ für Aufsehen.
2022 war Stromiedel der einzige deutsche Drehbuchautor, der für das European Showrunner Training der ifs, gefördert vom Creative Europa MEDIA ausgewählt wurde.

## Drehbücher (Auswahl)
- 1993: Revanche (Kurzfilm)
- 1994: Requiem
- seit 2000:Tatort (2 Folgen)
- seit 2000:Stubbe – Von Fall zu Fall
  - Tod des Models (2000)
  - Das vierte Gebot (2002)
  - Tödliches Schweigen (2004)
  - Harte Kerle (2005)
  - Schmutzige Geschäfte (2007)
  - Gefährliches Spiel (2013)
- 2002: Stahlnetz: PSI
- 2004: Tausendmal berührt (ZDF Fernsehfilm)
- 2003–2006: SOKO Leipzig (mehrere Folgen)
- 2005: Der Staatsanwalt – Henkersmahlzeit (ZDF Fernsehfilm)
- 2008: Ein starkes Team: Freundinnen
- 2006: Das Geheimnis meines Vaters (Creator + Headautor)
- 2008–2010: SOKO Köln (mehrere Folgen mit Silke Schwella und Kerstin Engel)
- 2008–2022: Großstadtrevier (mehrere Folgen mit Dina El-Nawab)
- 2020 Meister des Todes 2 mit Daniel Harrich und Gert Heidenreich
- 2023: Hotel Mondial (Creator + Headautor)

## Romane
- Zwillingsspiel, Roman. Droemer-Knaur Verlag, München 2008, ISBN 978-3-426-63446-2.
- Feuertaufe, Roman. Droemer-Knaur Verlag, München 2010, ISBN 978-3-426-50114-6.
- Der Torwächter, Roman. Dressler Verlag, 2012, ISBN 978-3-7915-1943-2.
- Die Kuppel, Thriller. Droemer-Knaur Verlag, München, 2012, ISBN 978-3-426-19827-8.
- Der Torwächter – Die verlorene Stadt, Roman. Dressler Verlag, März 2013, ISBN 978-3-7915-1944-9.
- Zone 5, Thriller. Droemer-Knaur Verlag, Dezember 2015, ISBN 978-3-426-30481-5.
- Der Torwächter – Der verbotene Turm, Roman. Kick Verlag 2015, ISBN 978-3-946312-00-0
- Nachtfrost, Roman Droemer-Knaur Verlag, München 2018, ISBN 978-3-426-52067-3